# Phrynocephalus steindachneri
Phrynocephalus steindachneri är en ödleart som beskrevs av  Jacques von Bedriaga 1907. Phrynocephalus steindachneri ingår i släktet Phrynocephalus och familjen agamer. Inga underarter finns listade i Catalogue of Life.